# 2014-es romániai elnökválasztás
Az alkotmány előírása szerint Romániában 2014-ben elnökválasztást kellett rendezni. Az elnökválasztásra november 2-án került sor. Mivel egyik jelölt sem szerzett abszolút többséget (a szavazatok legalább felét), november 16-án az első forduló két legeredményesebb jelöltjének (Victor Ponta és Klaus Johannis) részvételével második fordulót tartottak, amelyet Johannis nyert meg.
Az elnökválasztás Romániában közvetlen és titkos szavazással történik. Románia alkotmányának 83. cikke szerint az államfő mandátuma öt évre szól. Traian Băsescu hivatalban levő elnök hivatali ideje december végén járt le. Mivel őt már kétszer megválasztották elnöknek, a 2014-es választáson nem indulhatott.

## Jelölések
Elsőként Victor Ponta adta le szeptember 17-én a jelöléshez szükséges aláírásokat. Őt Klaus Johannis követte szeptember 20-án és Monica Macovei szeptember 21-én.
Szeptember 22-én többen adták le a jelölési íveket. Călin Popescu-Tăriceanu függetlenként jelentkezett be, mivel pártját, a Liberális Reformpártot (PLR) még nem jegyezték be. Ugyanazon a napon adta le a jelentkezését Elena Udrea, Dan Diaconescu és Kelemen Hunor.
A többi jelölt a törvényes határidő utolsó napján, szeptember 23-án adta be jelölését.
Visszalépett jelöltek
- Crin Antonescu
- Mihai Răzvan Ungureanu
- Cristian Diaconescu
- Cătălin Predoiu

## Jelöltek a szavazólap szerinti sorrendben
| Sorszám | Név                     | Kép                  | Párt                                        | Megjegyzés                                                           |
| ------- | ----------------------- | -------------------- | ------------------------------------------- | -------------------------------------------------------------------- |
| 1.      | Kelemen Hunor           | Kelemen Hunor        | Romániai Magyar Demokrata Szövetség (RMDSZ) |                                                                      |
| 2.      | Klaus Johannis          |                      | Keresztény-liberális Szövetség (ACL)        | A Romániai Német Demokrata Fórum támogatásával                       |
| 3.      | Dan Diaconescu          | Dan Diaconescu       | Dan Diaconescu Néppártja (PP-DD)            |                                                                      |
| 4.      | Victor Ponta            | Victor Ponta         | Szociáldemokrata Párt (PSD)                 | Miniszterelnök, a Romák Demokratikus Szövetsége (PADR) támogatásával |
| 5.      | William Brânză          | William Brânză       | Román Ökológiai Párt (PER)                  |                                                                      |
| 6.      | Elena Udrea             | Elena Udrea          | Népi Mozgalom Párt (PMP)                    | A Nemzeti Kereszténydemokrata Parasztpárt (PNȚCD) támogatásával      |
| 7.      | Mirel Mircea Amariței   |                      | Prodemo                                     |                                                                      |
| 8.      | Teodor Meleșcanu        | Teodor Meleșcanu     | független                                   |                                                                      |
| 9.      | Gheorghe Funar          |                      | független                                   |                                                                      |
| 10.     | Szilágyi Zsolt          | Szilágyi Zsolt       | Erdélyi Magyar Néppárt (EMNP)               |                                                                      |
| 11.     | Monica Macovei          | Monica Macovei       | független                                   |                                                                      |
| 12.     | Constantin Rotaru       |                      | Szocialista Alternatíva Párt (PAS)          |                                                                      |
| 13.     | Călin Popescu-Tăriceanu |                      | független                                   | a Liberális Reformpárt (PLR) támogatásával                           |
| 14.     | Corneliu Vadim Tudor    | Corneliu Vadim Tudor | Nagy-Románia Párt (PRM)                     |                                                                      |

## Kampány
Kelemen Hunor elsősorban az RMDSZ autonómia-tervezetével kampányolt.
Traian Băsescu államfő azzal vádolta meg Victor Ponta miniszterelnököt, a PSD jelöltjét, hogy 1997 és 2001 között a Külföldi Hírszerző Szolgálat (SIE) titkosügynöke volt. Ponta visszautasította a gyanúsítást, az elnök állításait merő hazugságnak nevezte.
Az első forduló eredményének nyilvánosságra hozatala után Victor Ponta bejelentette, hogy amennyiben ő nyeri az elnökválasztást, Călin Popescu-Tăriceanunak ad miniszterelnöki felkérést.

## Eredmények
| Ponta | Johannis | Kelemen |

| Ponta | Johannis |

| 2014-es romániai elnökválasztás                               | 2014-es romániai elnökválasztás                               | 2014-es romániai elnökválasztás | 2014-es romániai elnökválasztás | 2014-es romániai elnökválasztás    | 2014-es romániai elnökválasztás    |
|                                                               |                                                               | Első forduló 2014. november 2.  | Első forduló 2014. november 2.  | Második forduló 2014. november 16. | Második forduló 2014. november 16. |
| ------------------------------------------------------------- | ------------------------------------------------------------- | ------------------------------- | ------------------------------- | ---------------------------------- | ---------------------------------- |
| Választásra jogosultak száma                                  | Választásra jogosultak száma                                  | 18 284 066                      | 100%                            | 18 284 066                         | 100%                               |
| Szavazatok                                                    | Szavazatok                                                    | Száma                           | Aránya (%)                      | Száma                              | Aránya (%)                         |
| Leadott szavazatok száma – Ebből érvényes – Ebből érvénytelen | Leadott szavazatok száma – Ebből érvényes – Ebből érvénytelen | 9 723 232 9 485 471 237 761     | 53,17 (100%) 97,55 2,45         | 11 719 344 11 553 233 166 111      | 64,10 (100%) 98,58 1,42            |
| Sorszám                                                       | Név                                                           | Szavazatok                      | Szavazatok                      | Szavazatok                         | Szavazatok                         |
| Sorszám                                                       | Név                                                           | Száma                           | Aránya (%)                      | Száma                              | Aránya (%)                         |
| 1.                                                            | Victor Ponta                                                  | 3 836 093                       | 40,44                           | 5 264 383                          | 45,57                              |
| 2.                                                            | Klaus Johannis                                                | 2 881 406                       | 30,37                           | 6 288 769                          | 54,43                              |
| 3.                                                            | Călin Popescu-Tăriceanu                                       | 508 572                         | 5,36                            |                                    |                                    |
| 4.                                                            | Elena Udrea                                                   | 493 376                         | 5,20                            |                                    |                                    |
| 5.                                                            | Monica Macovei                                                | 421 648                         | 4,44                            |                                    |                                    |
| 6.                                                            | Dan Diaconescu                                                | 382 526                         | 4,03                            |                                    |                                    |
| 7.                                                            | Corneliu Vadim Tudor                                          | 349 416                         | 3,68                            |                                    |                                    |
| 8.                                                            | Kelemen Hunor                                                 | 329 727                         | 3,47                            |                                    |                                    |
| 9.                                                            | Teodor Meleșcanu                                              | 104 131                         | 1,09                            |                                    |                                    |
| 10.                                                           | Szilágyi Zsolt                                                | 53 146                          | 0,56                            |                                    |                                    |
| 11.                                                           | Gheorghe Funar                                                | 45 405                          | 0,47                            |                                    |                                    |
| 12.                                                           | William Brânză                                                | 43 194                          | 0,45                            |                                    |                                    |
| 13.                                                           | Constantin Rotaru                                             | 28 805                          | 0,30                            |                                    |                                    |
| 14.                                                           | Mirel Mircea Amariței                                         | 7 895                           | 0,08                            |                                    |                                    |
| Összesen                                                      | Összesen                                                      | 9 485 340                       | 100                             | 11 553 152                         | 100                                |

Az első forduló győztesei megyénként

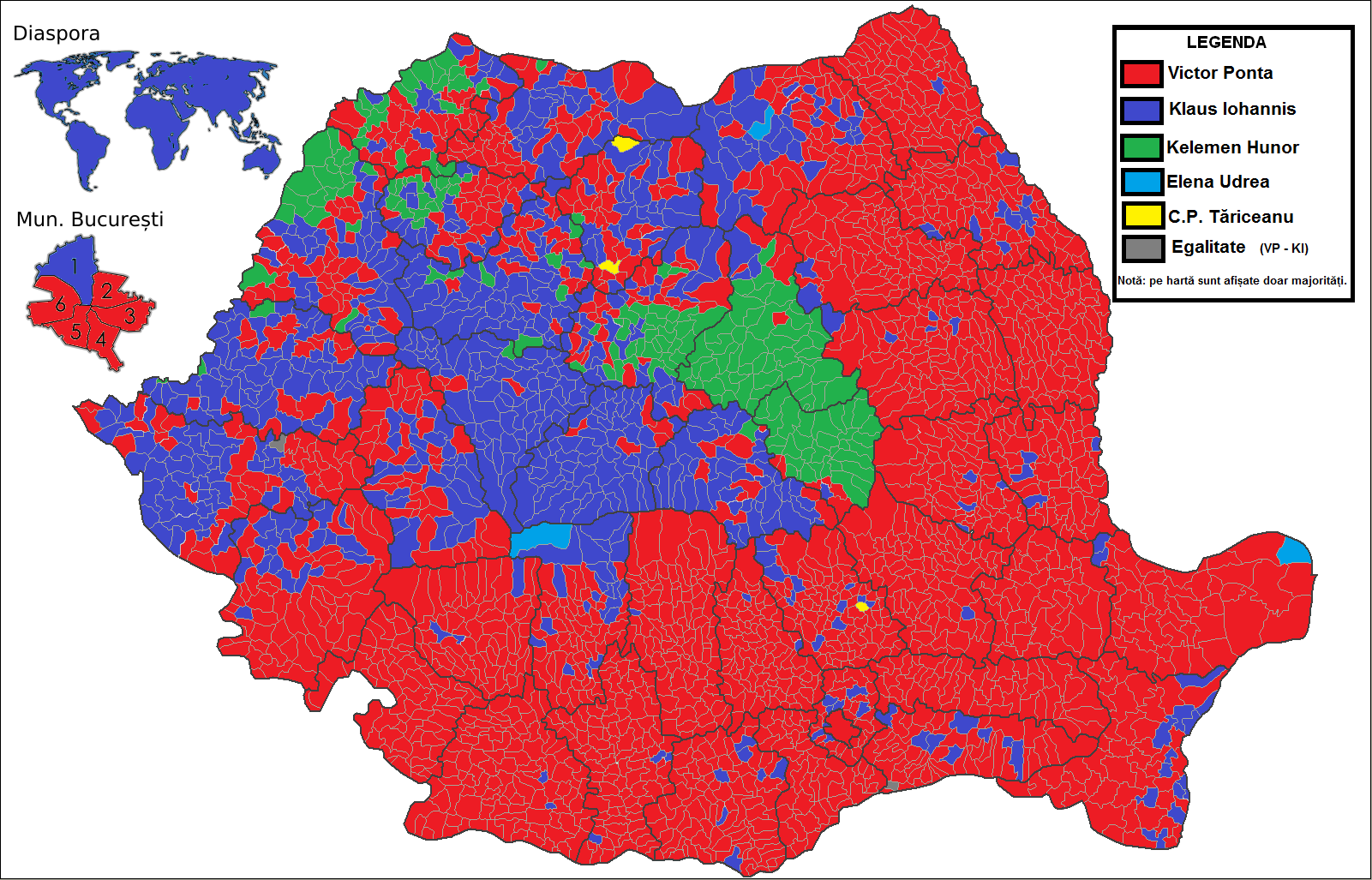
Az első forduló győztesei községek szerint

A második forduló eredménye megyénként

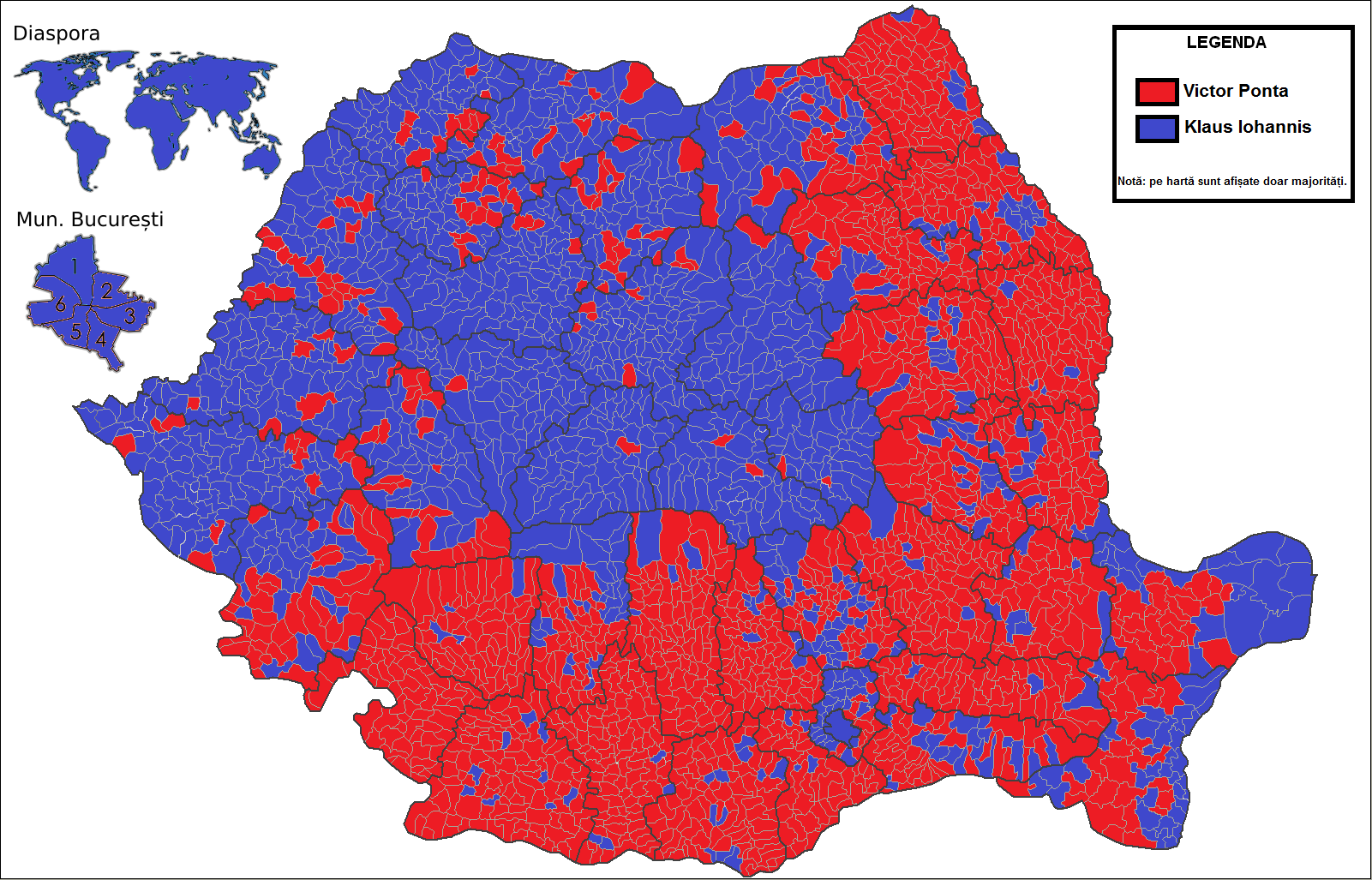
A második forduló eredménye községek szerint

A legmagasabb részvétel Ilfov megyében volt, 65,39%-os,  a legalacsonyabb pedig Szatmár megyében, 42,82%-os. Az alacsonyabb végzettségűek inkább Pontára szavaztak, a fiatalok és középkorúak pedig inkább Johannisra.

## Érdekességek

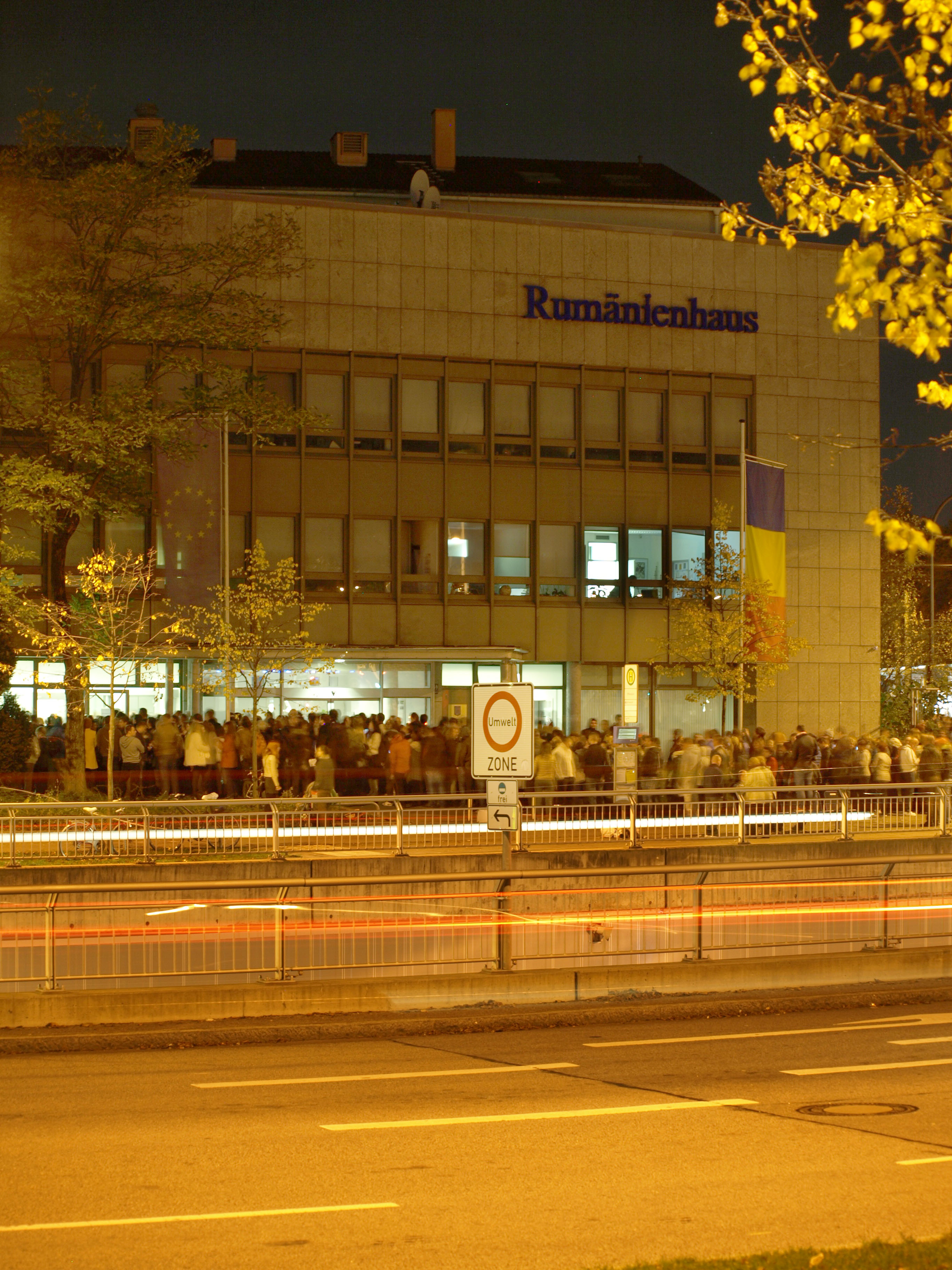
Éjszaka is sorban álló szavazni kívánó polgárok Münchenben 2014. november 2-án

- Egy közvélemény-kutatás szerint, ha indulhatna, Nicolae Ceaușescu volt diktátorra a megkérdezettek 46%-a szavazna az elnökválasztáson.[18]
- Az első forduló külföldi szavazása nem ment zökkenőmentesen. Számos nyugat-európai nagyvárosban és Moldovában hatalmas sorok alakultak ki a román külképviseletek előtt. A várakozók szándékosságot sejtettek és a Ponta-kormányt hibáztatták. Párizsban a rendőrséget is ki kellett hívni, mert rendbontás alakult ki.[19][20]